# Иван Марков (генерал-лейтенант)
Вижте пояснителната страница за други личности с името Иван Марков.
Иван Христов Марков е български офицер, генерал-лейтенант, офицер от Балканската (1912 – 1913) и Междусъюзническата война (1913), командир на картечен ескадрон от 3-ти конен полк през Първата световна война (1915 – 1918), командващ 2-ра армия по време на Втората световна война (1941 – 1945).

## Биография
Иван Марков е роден на 7 ноември 1889 г. в Севлиево. През 1909 г. завършва Военното на Негово Княжеско Височество училище, като на 22 септември 1909 г. е произведен в чин подпоручик, а впоследствие и Генералщабна академия. На 22 септември 1912 г. е произведен в чин поручик. Взема участие в Балканската (1912 – 1913) и Междусъюзническата война (1913). По време на Първата световна война (1915 – 1918) е командир на картечен ескадрон от 3-ти конен полк, като на 30 май 1916 г. е произведен в чин ротмистър.
След войната на 1 април 1919 е произведен в чин майор и служи в 4-ти жандармерийски конен полк. На 6 май 1923 е произведен в чин подполковник. През 1928 г. е назначен за началник-щаб на 2-ра конна дивизия, след което от 1929 г. до 1930 г. е командир на 3-ти конен полк. През 1930 г. поема командването на 1-ви конен полк, на 15 май 1930 г. е произведен в чин полковник, а от 1931 г. е началник на отделение в Щаба на войската.
През 1934 г. полковник Иван Марков е назначен за е военен аташе в Белград и Прага, след което от 1936 г. е поема командването на 2-ра бърза дивизия. На 6 май 1937 г. е произведен в чин генерал-майор, през 1938 г. става началник на 4-та военноинспекционна област, на 6 май 1940 г. е произведен в чин генерал-лейтенант и от 1941 г. поема командването на 2-ра армия. Излиза в запас през 1943 г.
Генерал-лейтенат Иван Марков е женен и има едно дете.

## Военни звания
- Подпоручик (22 септември 1909)
- Поручик (22 септември 1912)
- Ротмистър (30 май 1916)
- Майор (1 април 1919)
- Подполковник (6 май 1923)
- Полковник (15 май 1930)
- Генерал-майор (6 май 1937)
- Генерал-лейтенант (6 май 1940)